# 池山隆寛
池山 隆寛（いけやま たかひろ、1965年12月17日 - ）は、兵庫県尼崎市出身の元プロ野球選手（内野手、右投右打）、コーチ、野球解説者、野球評論家、タレント。
フルスイングを信条としており、その豪快なスイングから「ブンブン丸」の愛称で親しまれる。そのバッティングスタイルから現役時代は、三振が多かったものの、1988年から5年連続で30本塁打を達成するなど、ヤクルトスワローズ一筋で19年間にわたり活躍したフランチャイズ・プレイヤーであった。

## 経歴

### プロ入りまで
兵庫県尼崎市出身。市立尼崎高校では三塁手、三番打者として1983年夏の甲子園に出場。2回戦（初戦）では、延長10回の熱戦で加茂川重治投手のいた茨城東高に勝って3回戦に進むが、エースとして山田武史を擁する久留米商に9回逆転サヨナラ負けを喫する。
1983年11月22日に開催されたNPBドラフト会議では、ヤクルトスワローズ、近鉄バファローズ、読売ジャイアンツ（巨人）の3球団から2位指名を受け、抽選の結果ヤクルトが池山の指名権を獲得、池山はヤクルトに入団した。背番号は36。なおドラフト会議前には、中日ドラゴンズが藤王康晴の交渉権獲得に失敗した場合の外れ1位候補の一人として池山を挙げていたが、結果的には藤王の単独1位指名に成功している。

### 現役時代
1985年に一軍に定着し、三塁手、遊撃手として19試合に先発出場。
1987年には、前年までレギュラー遊撃手だった水谷新太郎がシーズン全休となったため、桜井伸一とのポジション争いを制して開幕から遊撃手、八番打者として起用される。同年は初めて規定打席（29位、打率.250）にも到達した。
1988年は水谷が復帰したが定位置を守り、6月には三番打者に座る。持ち前の長打力で同年から5年連続で30本塁打を記録。
1989年には自己最高の34本塁打を放つ。
1990年には打率.303（リーグ8位）、31本塁打（落合博満に次ぐリーグ2位）、97打点（落合博満に次ぐリーグ2位）という記録を残し、遊撃手としては史上初の「3割30本」を達成した。同年8月23日の中日戦ではサイクル安打も達成した。
1991年は32本塁打を放ちチームに貢献した。
1992年からは背番号を1に変更した。チームのリーグ優勝に貢献し、西武との日本シリーズでは第5、6戦で本塁打を放つ。
1993年は左肋骨骨折の故障や頭部死球による影響等で、108試合の出場にとどまり、連続30本塁打がストップ。以降も、頭部死球の恐怖心が拭えず、打撃は消極的になり、20本塁打に届かなくなった。西武との日本シリーズでは、第1、2戦で8打数5安打1本塁打と活躍するが、その後は無安打と真価を発揮できなかった。
1994年はシーズン後半に故障離脱した影響もあり、99試合の出場に留まり規定打席にも到達できなかった。
1995年は1991年以来の全試合出場を果たしリーグ優勝に貢献。オリックスとの日本シリーズでは第1戦で勝ち越し打、第3戦ではサヨナラ3点本塁打を放ち日本一に貢献。優秀選手を獲得した。
1996年からはアキレス腱痛に悩まされ始める。一軍定着後では自己最低の53試合に終る。
1997年からは宮本慎也の台頭もあり三塁手へ転向する。守備の負担が減ったこともあり2年ぶりに規定打席にも到達しリーグ優勝に貢献。日本シリーズでは第5戦で決勝打を放ち日本一に貢献。この年も優秀選手を獲得した。
1998年は宮本が脱税事件の関係で開幕から出場できなかった事もあり開幕からしばらくは遊撃手で出場をした。
2000年は監督の若松勉が衰えが目立ってきた池山を説得し、岩村明憲を三塁手のレギュラーに抜擢し、二塁手や外野手として先発出場したがレギュラーには定着できず、代打を務めることが多くなった。
2001年には背番号1が岩村に渡り、自身は前年に入団時の36に戻した。
2002年には右膝を痛め二軍生活が続いた。自身の身体に限界を感じ現役を引退した。

#### 引退試合
2002年10月17日、明治神宮球場での広島東洋カープ戦で引退試合が行われた。45000人の満員の大観衆で埋まり、「3番・遊撃手」でこの年初の先発出場（この年痛めた右膝痛から途中からは一塁に回った）。打撃では5打数1安打で、8回には現役最後の安打となる左中間二塁打を放ち、守備でも4回に遊撃、延長10回には一塁でもファインプレーを披露した。
試合は1-1の同点で迎えた10回表に広島が1点を勝ち越したが、その裏ヤクルトは「池山にもう一度打順を回そう」と、飯田哲也がセーフティバントを試み一塁へヘッドスライディング、続く稲葉篤紀が犠打で繋いで、2死二塁の局面、つまり本塁打が出れば逆転サヨナラとなる場面で池山に打順が回った。ファンが代名詞のフルスイングを求めて「池山コール」を送る中で、池山は長谷川昌幸が投じた球速150km超の直球に1球目、2球目と続けて空振り。3球目、152kmの直球に対して、代名詞のフルスイングで空振り三振に終わり、1-2で試合は終了した。三振をするときの池山は、「右膝が曲がらない」状態であったといい、試合終了後はまともに歩ける状態ではなく、足を引きずりながらマウンドに歩み寄って長谷川らと握手を交わした。
試合後には引退セレモニーが行われ、引退挨拶で「今日まで19年、多くの応援を頂いた。こんなに幸せな男はいません。これから第二の人生の打席に入りますが、必ず皆様の前に戻ってきます」とメッセージを送り、最後に自身が好きな言葉である「夢ありがとう」を叫んだ。また同年急逝した、ヤクルトスワローズ元応援団長の岡田正泰への感謝の言葉を述べ、スタンドを埋めたファンの涙を誘う場面もあった。なお夫人は、引退の意向を告げられた際に「死ぬ思いで頑張ってきたのを見てきましたから」と振り返っている。

### 引退後
2003年からフジテレビ（2004年まで）・ニッポン放送の野球解説者およびサンケイスポーツの野球評論家（いずれも2005年まで）を務めた。
2006年からはヤクルト時代の恩師である野村克也監督の下で東北楽天ゴールデンイーグルス一軍打撃コーチを務め、2009年に退任するまでに首位打者2人（2008年のリック・ショート、2009年の鉄平）、本塁打王1人（2007年の山崎武司）を輩出した。山崎は「池山さんならヤクルト時代から野村克也監督のID野球が染みついているからバッティング、データ面でも参考になりました」と著書に記している。この時の背番号は2018年1月より永久欠番となっている77で、永久欠番の対象者である星野仙一監督以外が唯一使用した背番号でもあった。
2010年はデイリースポーツの野球評論家を務めた。
2011年には古巣のヤクルトへ復帰し、二軍打撃コーチ（ - 2012年、および2014年）、一軍打撃コーチ（2013年）、二軍野手総合コーチ（2015年）を務めた。

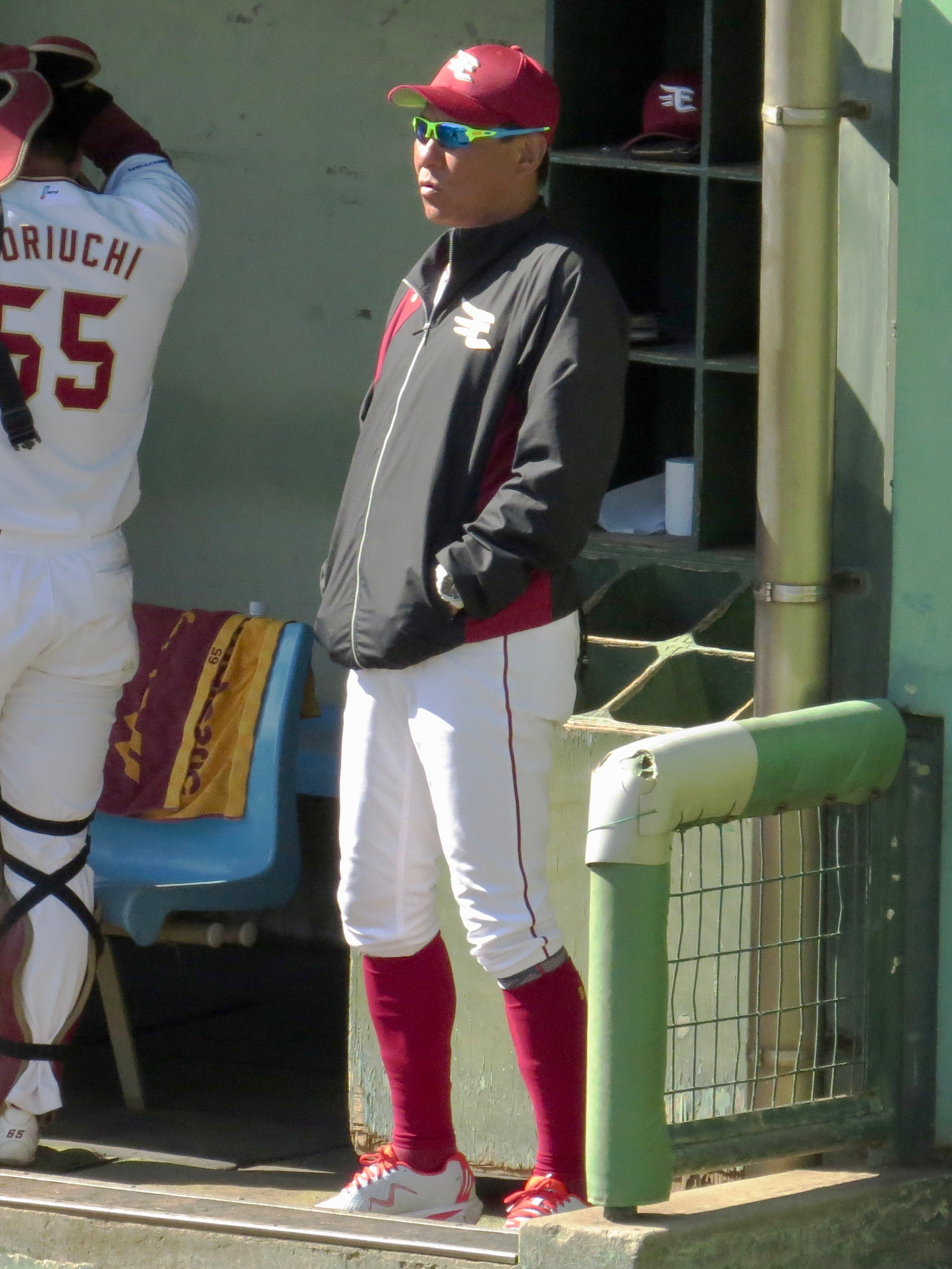
東北楽天ゴールデンイーグルス二軍監督時代
（2018年3月2日 さいたま市営浦和球場）

2015年10月にヤクルト退団を発表した直後に再び楽天へ復帰、同年11月の秋季キャンプから楽天の一軍打撃コーチを務め、その後2017年には一軍チーフコーチ（ヘッドコーチ格）、2018年には二軍監督を務めた。同年10月5日に来季の契約をしないことを通知され、再び退団。
2019年は再びデイリースポーツの野球評論家を務めた。同年10月3日、2020年よりヤクルトの二軍監督に就任することを発表。2025年現在まで同職を務めている。
プロ野球関連以外の仕事としては、2012年12月1日から2015年3月31日までの委嘱期間で駿河台大学の客員教授を務め、当初の任期を延長する形で2015年4月1日から2018年3月31日までの委嘱期間で再び駿河台大学の客員教授を務めた。2022年3月にはタレントのマネージメントや関連商品の企画・販売などを行う企業「株式会社BUN36」を設立し、自身はその代表取締役CEOに就任した。また、現在は東京都文京区にてクラスター水やサプリメントの製造・販売などを行っているグローブサイエンス株式会社でスポーツ生理学・整体部門の顧問（アドバイザー）も務めている。

## 選手としての特徴・人物
先述のように、フルスイングを信条としており、強打の遊撃手として、長年にわたり活躍した。安打に比しての本塁打の比率が高く、1988年から5年連続で30本塁打を達成しており、通算のIsoPは0.211になる。
1987年のキャンプで、関根潤三監督から直々にバッティング指導を受ける。監督の前で連日1時間半ひたすら素振りを続けた。ときたま監督がいなくなるのだが、いつ戻ってくるか分からないので池山は必死でバットを振り続けた。実は関根監督はコーヒーを飲みに行っていたのだが、池山のニックネームとなる｢ブンブン丸｣は、監督のコーヒータイムにより生まれた。
広沢克己とは公私共に親しく、｢イケトラコンビ｣と呼ばれて親しまれた。引退試合で広沢も駆け付けたが、その際広沢は「グラウンドでの思い出より個人的なものの方が多いよ」と振り返っている。なお池山は2002年のシーズン前に「ファンが望む池山隆寛じゃなくなったら辞める」と考えていたが膝の痛みが更に悪化したことや、若い頃の自身の映像を見て「自分ではない別の選手と感じた」こともあり、このシーズンを以て現役引退を決心することになった。
1990年に就任した野村克也監督からフルスイングを避けるように言われ葛藤したが、この年は唯一の打率3割を記録した。
長男は浦和学院高校で甲子園出場の経験あり、高校卒業後は東京国際大学でプレーを続けた。次男はゲーム系実況者、登録者約33万人の人気YouTuber ｢BOXING ch｣として活躍している。
304本塁打は2025年に山田哲人に抜かれるまでは球団記録だった。

## 詳細情報

### 年度別打撃成績
| 年 度      | 球 団      | 試 合 | 打 席 | 打 数 | 得 点 | 安 打 | 二 塁 打 | 三 塁 打 | 本 塁 打 | 塁 打 | 打 点 | 盗 塁 | 盗 塁 死 | 犠 打 | 犠 飛 | 四 球 | 敬 遠 | 死 球 | 三 振 | 併 殺 打 | 打 率 | 出 塁 率 | 長 打 率 | O P S |
| ---------- | ---------- | ----- | ----- | ----- | ----- | ----- | -------- | -------- | -------- | ----- | ----- | ----- | -------- | ----- | ----- | ----- | ----- | ----- | ----- | -------- | ----- | -------- | -------- | ----- |
| 1984       | ヤクルト   | 10    | 7     | 7     | 0     | 0     | 0        | 0        | 0        | 0     | 0     | 0     | 0        | 0     | 0     | 0     | 0     | 0     | 2     | 0        | .000  | .000     | .000     | .000  |
| 1985       | ヤクルト   | 65    | 94    | 85    | 5     | 12    | 3        | 0        | 0        | 15    | 1     | 1     | 2        | 1     | 0     | 8     | 4     | 0     | 29    | 6        | .141  | .215     | .176     | .392  |
| 1986       | ヤクルト   | 65    | 162   | 147   | 17    | 36    | 10       | 1        | 6        | 66    | 15    | 2     | 1        | 4     | 2     | 8     | 1     | 1     | 47    | 0        | .245  | .285     | .449     | .734  |
| 1987       | ヤクルト   | 127   | 453   | 400   | 42    | 100   | 25       | 1        | 13       | 166   | 46    | 3     | 1        | 11    | 2     | 37    | 13    | 3     | 112   | 8        | .250  | .317     | .415     | .732  |
| 1988       | ヤクルト   | 130   | 554   | 504   | 72    | 128   | 21       | 2        | 31       | 246   | 81    | 12    | 8        | 8     | 4     | 31    | 0     | 7     | 120   | 8        | .254  | .304     | .488     | .792  |
| 1989       | ヤクルト   | 130   | 540   | 484   | 80    | 128   | 13       | 2        | 34       | 247   | 74    | 6     | 3        | 6     | 2     | 47    | 2     | 1     | 141   | 7        | .264  | .330     | .510     | .840  |
| 1990       | ヤクルト   | 130   | 556   | 502   | 83    | 152   | 25       | 4        | 31       | 278   | 97    | 11    | 3        | 2     | 2     | 48    | 1     | 2     | 100   | 14       | .303  | .365     | .554     | .918  |
| 1991       | ヤクルト   | 132   | 557   | 498   | 74    | 134   | 28       | 1        | 32       | 260   | 80    | 13    | 5        | 1     | 4     | 48    | 1     | 6     | 124   | 12       | .269  | .338     | .522     | .860  |
| 1992       | ヤクルト   | 127   | 536   | 477   | 74    | 133   | 29       | 2        | 30       | 256   | 79    | 13    | 5        | 1     | 4     | 52    | 3     | 2     | 148   | 9        | .279  | .350     | .537     | .886  |
| 1993       | ヤクルト   | 108   | 451   | 390   | 63    | 100   | 15       | 1        | 24       | 189   | 71    | 10    | 5        | 3     | 4     | 51    | 1     | 3     | 95    | 9        | .256  | .344     | .485     | .828  |
| 1994       | ヤクルト   | 99    | 402   | 362   | 46    | 94    | 16       | 0        | 19       | 167   | 55    | 8     | 2        | 0     | 4     | 35    | 0     | 1     | 83    | 9        | .260  | .323     | .461     | .785  |
| 1995       | ヤクルト   | 130   | 521   | 456   | 64    | 120   | 24       | 2        | 19       | 205   | 70    | 8     | 5        | 0     | 3     | 56    | 2     | 6     | 105   | 14       | .263  | .349     | .450     | .799  |
| 1996       | ヤクルト   | 53    | 205   | 183   | 20    | 49    | 11       | 0        | 7        | 81    | 29    | 3     | 2        | 0     | 1     | 21    | 0     | 0     | 40    | 8        | .268  | .341     | .443     | .784  |
| 1997       | ヤクルト   | 124   | 505   | 439   | 65    | 121   | 26       | 3        | 18       | 207   | 79    | 11    | 1        | 2     | 9     | 49    | 7     | 6     | 76    | 21       | .276  | .350     | .472     | .821  |
| 1998       | ヤクルト   | 118   | 455   | 400   | 63    | 110   | 20       | 0        | 18       | 184   | 59    | 3     | 5        | 2     | 1     | 48    | 1     | 4     | 79    | 9        | .275  | .358     | .460     | .818  |
| 1999       | ヤクルト   | 60    | 225   | 204   | 22    | 45    | 4        | 0        | 8        | 73    | 23    | 1     | 1        | 4     | 3     | 14    | 0     | 0     | 47    | 7        | .221  | .267     | .358     | .625  |
| 2000       | ヤクルト   | 67    | 175   | 157   | 21    | 36    | 3        | 0        | 9        | 66    | 21    | 3     | 0        | 2     | 0     | 16    | 1     | 0     | 43    | 1        | .229  | .301     | .420     | .721  |
| 2001       | ヤクルト   | 65    | 85    | 73    | 7     | 14    | 4        | 0        | 4        | 30    | 12    | 0     | 0        | 0     | 3     | 7     | 1     | 2     | 30    | 1        | .192  | .271     | .411     | .682  |
| 2002       | ヤクルト   | 44    | 48    | 43    | 1     | 9     | 1        | 0        | 1        | 13    | 6     | 0     | 0        | 0     | 0     | 4     | 0     | 1     | 19    | 0        | .209  | .292     | .302     | .594  |
| 通算：19年 | 通算：19年 | 1784  | 6531  | 5811  | 819   | 1521  | 278      | 19       | 304      | 2749  | 898   | 108   | 49       | 47    | 48    | 580   | 38    | 45    | 1440  | 143      | .262  | .331     | .473     | .804  |

- 各年度の太字はリーグ最高

### 表彰
- ベストナイン：5回（遊撃手部門：1988年 - 1990年、1992年、1993年）
- ゴールデングラブ賞：1回（遊撃手部門：1992年）
- 月間MVP：1回（野手部門：1998年6月）
- 優秀JCB・MEP賞：2回（1989年、1990年）
- 日本シリーズ優秀選手賞：2回（1995年、1997年）
- セ・リーグ・スター大賞：1回（1997年）[注 2]

### 記録
初記録
- 初出場：1984年8月9日、対阪神タイガース19回戦（明治神宮野球場）、9回裏に釘谷肇の代打として出場
- 初打席：同上、9回裏に福家雅明から三振
- 初先発出場：1985年4月16日、対広島東洋カープ1回戦（明治神宮野球場）、7番・遊撃手として先発出場、2打数無安打
- 初安打：1985年4月21日、対横浜大洋ホエールズ2回戦（明治神宮野球場）、3回裏に池内豊から左前安打
- 初打点：1985年9月8日、対中日ドラゴンズ23回戦（郡山総合運動場開成山野球場）、4回裏に桑田茂から適時打
- 初盗塁：同上、8回裏に二盗（投手：鹿島忠、捕手：中尾孝義）
- 初本塁打：1986年6月12日、対横浜大洋ホエールズ10回戦（横浜スタジアム）、4回表に門田富昭から左越ソロ

節目の記録
- 100本塁打：1990年7月21日、対中日ドラゴンズ18回戦（ナゴヤ球場）、7回表に鹿島忠から2ラン ※史上163人目
- 150本塁打：1992年4月29日、対阪神タイガース4回戦（阪神甲子園球場）、6回表に猪俣隆からソロ ※史上94人目
- 1000試合出場：1993年9月12日、対広島東洋カープ21回戦（広島市民球場）、6番・遊撃手として先発出場 ※史上341人目
- 200本塁打：1993年10月3日、対横浜ベイスターズ24回戦（横浜スタジアム）、5回表に森山良二から2ラン ※史上65人目
- 1000本安打：1994年8月11日、対中日ドラゴンズ20回戦（ナゴヤ球場）、7回表に野中徹博から ※史上179人目
- 1000三振：1994年9月24日、対阪神タイガース26回戦（阪神甲子園球場）、2回表に郭李建夫から ※史上20人目
- 250本塁打：1997年5月5日、対中日ドラゴンズ6回戦（明治神宮野球場）、6回裏に山本昌から3ラン ※史上37人目
- 1500試合出場：1998年7月27日、対広島東洋カープ19回戦（明治神宮野球場）、5番・三塁手として先発出場 ※史上124人目
- 1500本安打：2001年4月4日、対読売ジャイアンツ2回戦（明治神宮野球場）、8回裏に石井弘寿の代打として出場、南真一郎から左中間へ適時二塁打 ※史上81人目
- 300本塁打：2001年5月6日、対広島東洋カープ7回戦（広島市民球場）、7回表に副島孔太の代打として出場、山﨑健から右中間へ3ラン ※史上24人目

その他の記録
- サイクルヒット：1990年8月23日、対中日ドラゴンズ22回戦（明治神宮野球場） ※本塁打・単打・二塁打・三塁打の順
- 1イニング2本塁打：1993年5月19日、対広島東洋カープ6回戦（明治神宮野球場）の3回
- 1イニング7打点：1993年5月19日対広島東洋カープ6回戦（明治神宮野球場）の3回 ※NPBタイ記録
- 405守備機会連続無失策（1991年6月1日 - 同年9月28日） ※当時のセ・リーグ遊撃手の最高記録
- オールスターゲーム出場：7回（1988年 - 1992年、1994年、1998年） ※1993年は出場辞退[19]
- 神宮球場最多本塁打：167本

### 背番号
- 36（1984年 - 1991年、2000年 - 2002年）
- 1（1992年 - 1999年）
- 77（2006年 - 2009年）
- 96（2011年 - 2015年）
- 88（2016年 - 2018年、2020年 - ）

## 関連情報

### 著書
- ブンブン丸のいけいけプロ野球　現役プレイヤーが明かす球界おもしろエピソード（日本文芸社） 1990年2月 ISBN 4-537-01273-X
- 池山隆寛の超おもしろプロ野球　球界スター選手たちのきわめつけ面白ばなしがいっぱい（日本文芸社） 1994年4月 ISBN 4-537-02407-0
- 池山隆寛のブンブンブン! 夢、ありがとう プロ野球栄光と挫折の19年（小学館） 2003年3月 ISBN 4-09-387423-9
- ブンブン丸の「野村野球」伝道 わが球歴40年史（小学館文庫） 2006年4月 ISBN 4-09-408076-7

### 音楽作品
- 東京恋物語（服部浩子とのデュエット）/君に贈る歌（東芝EMI） 1993年11月24日 TODT-3129

### 出演
出演番組
- 「池山隆寛のブンブンスタジアム」（ニッポン放送）
- 「池山隆寛 BUNBUN Stadium」（NACK5、ENJOY! THE SUNDAY内）
- 「池山隆寛 BUNBUN Stadium ～NEXT　STAGE～」（NACK5、SPO-NOW内）
- 「池山隆寛のBUNBUN radio」（TBSラジオ）
- フジテレビ系列プロ野球中継
- すぽると!（フジテレビ系列）
- ニッポン放送ショウアップナイター

CM
- 熱チュー!プロ野球（ナムコ）